# Samtskaro
Samtskaro (en georgiano: სამწყარო) o Suadatta (en osetio: Суадæттæ) es una aldea que pertenece a la parcialmente reconocida República de Osetia del Sur, parte del distrito de Znaur, aunque de iure pertenece al municipio de Tighvi de la región de Iberia Interior de Georgia.

## Geografía
Samtskaro se ubica en la cuenca de los ríos Froni Oriental y Shua Froni Medio, a 5 km de Kornisi. Históricamente comprendía tres partes: Kvemo Samtskaro, Shua Samtskaro y Zemo Samtskaro. 

## Historia
De 1922 a 1990, formó parte del distrito de Znaur del óblast autónomo de Osetia del Sur, siendo de mayoría osetia. De 1990 a 2006, formó parte del raión de Kareli y, desde 2006, forma parte del municipio de Tighva. 

## Demografía
Según el censo soviético de 1959, la mayoría de la población local eran osetios.